# حسين سلطاني
حسين سلطاني:(1972م-2002م) هو ملاكم جزائري وبطل أوليمبي كان أول عربي وإفريقي يحرز اللقب الأوليمبي في الملاكمة.
وُلد في 27 ديسمبر 1972 بالثنية قرب الجزائر العاصمة. وهو عم مبارك سلطاني الذي شارك في الألعاب الأوليمبية بأثينا 2004.

## إنجازته

### الألعاب الأولمبية
- الألعاب الأولمبية 1996 أتلانتا
  -  ذهبية في وزن الريشة (54-57 كلغ).
- الألعاب الأولمبية 1992 برشلونة
  -  برونزية في وزن الريشة (54-57 كلغ).

### البطولة العالمية للملاكمة
- البطولة العالمية للملاكمة سيدني 1991
  -  برونزية في وزن الريشة (54-57 كلغ).

### الألعاب الإفريقية
- الألعاب الإفريقية 1991 [الفرنسية] القاهرة
  -  ذهبية في وزن الريشة (54-57 كلغ).

## وفاته
اغتيل البطل الجزائري في ظروف غامضة حيث فُقد في 1 مارس 2002 ولم يُعثر على جثته حتى سبتمبر 2004 في مرسيليا، بفرنسا.

## وصلات
- البطاقة التقنية للملاكم

## روابط خارجية
- حسين سلطاني على موقع بوكس ريك (الإنجليزية) (registration required)
- حسين سلطاني على موقع أوليمبيديا (الإنجليزية)